# Rochefort-sur-Nenon
Rochefort-sur-Nenon è un comune francese di 587 abitanti situato nel dipartimento del Giura nella regione della Borgogna-Franca Contea.

## Società

### Evoluzione demografica
Abitanti censiti